# Pierre de Guelis
Pour les articles homonymes, voir Guelis.
Pierre de Guelis ou de Guëlis, mort vers 1273, est un évêque de Maurienne du XIIIe siècle, sous le nom de Pierre IV (Petro episcopo dans les chartes).

## Patronyme
Les formes patronymiques restent variées. Alexis Billiet donne Pierre de Guelis, tandis que le chanoine Angley écrit de Guëlis. Joseph-Antoine Besson donne de Buellis et mentionne également Guelesa ou Guelesta. Louis Boisset donne Pierre Guelis, sans la particule, tout comme le chanoine Gros.
Les auteurs de La Savoie de l'an mil à la Réforme (1984) donnent quant à eux Pierre de Guelis ou de Guille.

## Biographie
Les origines de Pierre de Guelis restent inconnues, mais sa famille semble installée au village de La Provenchère, dans la paroisse de La Table. Malgré cette absence de sources, il semble être celui mentionné comme prieur d'Aiton, pour le chanoine Angley. Il est choisi à la fin de l'année 1269 pour succéder à Anthelme de Clermont,, mort au mois de février.
Par un acte du acte du 12 janvier 1270, il cède au Chapitre de Maurienne la quatrième partie de toutes les dîmes que son évêché possédait et percevait des paroisses de Saint-Arve, Saint-Martin-sur-la-Chambre, Notre-Dame-du-Cruet, Montaimon, Montgellafrey et La Chapelle,. Ces « dîmes étaient vulgairement appelées cartons ». La même année, il unit la chapelle dédiée à sainte Thècle de Valloire à la manse capitulaire.
Pierre de Guelis meurt en 1273, probablement le 16 janvier 1273,. Il teste quelques jours auparavant, le 11 janvier. Il lègue notamment un anneau d'or à l'ensemble du Chapitre. Aimon de Miolans lui succède,.

## Armoiries épiscopales
Les armes du prélat seraient D'azur, à huit croisettes recroisettées d'or, au croissant d'argent en abîme., Son sceau est constitué d'un « prélat debout, mitré, tenant de la main droite une crosse, et de la gauche un livre appuyé contre sa poitrine ».